# 軍用手票
軍用手票（日语：軍用手票）簡稱軍票，是第二次世界大戰中流通的一種貨幣，但日軍早在中日甲午戰爭期間就有使用。軍票的使用便於日軍在作戰地域收集資源，減少了從本土運輸資源帶來的不便。

## 類別
日本貨幣商協同組合發行的《日本貨幣分類2007》把軍票分為：
- 日清戰爭（中日甲午戰爭）軍票：單位為兩。
- 日俄戰爭軍票：單位為銀圓。
- 青島出兵軍票：單位為銀圓。
- 西伯利亞出兵軍票：單位為金圓。
- 支那事變（抗日戰爭）軍票：單位為銀圓。
- 大東亞戰爭（太平洋戰爭）軍票：單位為各被佔領國貨幣。

## 香港的軍票
1941年12月日軍在香港淪陷後，宣布軍票作為香港流通貨幣，規定港幣和軍票的兌換率為1兌2。其後於1942年7月，日軍改為1兌4。軍票對港元貶值，更少人願意兌換軍票，但日軍宣布行政命令從1943年6月起，規定軍票為香港唯一合法的交易媒介，港幣和其他貨幣一概禁止流通，私藏港幣屬違法行為，藉此強逼市民交出港幣和外幣。
日軍對香港經濟的影響程度十分嚴重，軍票無限發行，不斷大幅貶值，而且沒有貴金屬或外匯儲備做保證，完全由日軍任意印發，到1945年8月日本投降為止，香港人口只剩下60餘萬人，但共有19多億圓的軍票在香港流通。
1945年8月14日，日本投降，8月30日香港重光，港幣恢復為香港法定貨幣，而全部日本軍票頓變廢紙。

## 賠償問題
戰後軍票使被占领国很多人一夜之間失去全部財產，而日本政府多年來亦未有任何實際行動向曾被佔領國的人民換回軍票。一些手持軍票的市民向日本政府要求賠償，但多年來都不成功。1993年8月13日，香港軍票索賠委員會向東京地方法院提起訴訟，要求日本政府償還欠下香港百姓的軍票債務。1999年6月17日，東京地方法院承認了香港人在軍票問題上的痛苦遭遇，但因日本沒有相關賠償法而未有作出賠償判決，日本政府亦以舊金山和約自辯。至今被佔領國人民仍無法取回所失财物。
香港現今有數個民間團體向日本政府索償，當中最為人熟悉的是香港索償協會。另外，日本亦有專家認為日本應換兌軍票，按現時香港人擁有之軍票貨幣之值額計算，總賠償金額達最少5000億港元（約8兆日元）。